# Parafia Zesłania Ducha Świętego w Łodzi (Łaskowice)
Parafia Zesłania Ducha Świętego w Łodzi – parafia rzymskokatolicka znajdująca się w archidiecezji łódzkiej w dekanacie Łódź-Retkinia-Ruda. Erygowana 1 września 2000 roku.
Mieści się przy ulicy Łaskowice. Kościół parafialny został wybudowany w latach 1978–1995.